# Heliopteryx
Heliopteryx is een geslacht van rechtvleugeligen uit de familie veldsprinkhanen (Acrididae). De wetenschappelijke naam van dit geslacht is voor het eerst geldig gepubliceerd in 1914 door Uvarov.

## Soorten
Het geslacht Heliopteryx  is monotypisch en omvat slechts de volgende soort:
- Heliopteryx humeralis (Kuthy, 1907)